# Leioproctus hirtipes
Leioproctus hirtipes là một loài Hymenoptera trong họ Colletidae. Loài này được Smith mô tả khoa học năm 1878.